# Лойко, Пётр Фёдорович
Пётр Фёдорович Лойко (31 октября 1939, с. Луки Малинского района Житомирской области УССР — 23 декабря 2023) — советский и российский учёный в области экономики земельных отношений, член-корреспондент РАСХН (1999), член-корреспондент РАН (2014).

## Биография
Окончил Московский институт инженеров землеустройства (1962).
- 1962—1964 инженер, старший инженер Волжской землеустроительной экспедиции Республиканского проектного института «Росгипрозем».
- 1964—1965 аспирант Московского института инженеров землеустройства.
- 1965—1967 начальник земотряда Волжской землеустроительной экспедиции института «Росгипрозем»,
- 1967—1970 главный инженер — заместитель начальника Отдела по подготовке зоны затопления водохранилища Нижне-Камской ГЭС при Совете Министров Удмуртской АССР.
- 1970—1972 старший научный сотрудник экономического сектора Удмуртского НИИ истории, экономики, литературы и языка.
- 1972—1989 ученый секретарь, заведующий сектором зарубежного опыта использования земельных ресурсов, и. о. директора по научной работе, с 1975 заместитель директора по научной работе Государственного НИИ земельных ресурсов.
- 1989—1990 заместитель директора по научной работе Всесоюзного НИЦ «АИУС-агроресурсы»,
- 1990—1991 заместитель председателя Государственного комитета РСФСР по земельной реформе,
- 1991—1992 заместитель председателя Государственного комитета РСФСР по земельной реформе и поддержке крестьянских (фермерских) хозяйств,
- 1992—1993 заместитель председателя Комитета по земельной реформе и земельным ресурсам при Правительстве Российской Федерации,
- 1993—1998 заместитель председателя Государственного комитета Российской Федерации по земельным ресурсам и землеустройству и одновременно в 1998 г. руководитель Департамента земельной политики Министерства Российской Федерации по земельной политике, строительству и жилищно-коммунальному хозяйству.
- 1998—1999 статс-секретарь — заместитель председателя Государственного земельного комитета Российской Федерации.
- 1999—2000 статс-секретарь — заместитель председателя Государственного комитета Российской Федерации по земельной политике.

Профессор Учебно-методического центра «Земля и недвижимость» Российской академии Госслужбы при Президенте РФ, заместитель руководителя проекта ТАСИС.
Доктор экономических наук (1986), профессор (1995), член-корреспондент РАСХН (1999), член-корреспондент РАН (2014).
Один из разработчиков теоретических положений земельного кадастра, оценки земель.
Заслуженный деятель науки Российской Федерации (2000). Награждён орденом «Знак Почёта» (1986), золотой медалью ВДНХ СССР.
Публикации:
- Экономические проблемы землепользования в европейских странах-членах СЭВ. — М.: Агропромиздат, 1998. — 160 с.
- Оценка земельных ресурсов / соавт.: В. П. Антонов и др. — М., 1999. — 361 с.
- Земельный потенциал мира и России: пути глобализации его использования в XXI веке: учеб. пособие. — М.: Федер. кадастровый центр «Земля», 2000. — 341 с.
- Оценка природных ресурсов / соавт.: В. П. Антонов и др. — М., 2002. — 476 с.
- Землепользование: Россия, мир: (взгляд в будущее). Кн.1 / ФГОУ ВПО « Гос. ун-т по землеустройству». — М., 2009. — 330 с.